# 劉焜
劉焜，字治襄，浙江蘭谿縣人，清朝政治人物、進士出身。

## 生平
光绪二十三年（1897），入兰溪县学廪膳生。光緒二十八年（1902年）壬寅科補行庚子、辛丑恩正並科鄉試第一，光緒二十九年（1903年），中式癸卯科二甲進士。同年闰五月，改翰林院庶吉士。散館授翰林院編修。民国初年任浙江巡按使署秘书长。1931年5月1日病逝于上海寓所，享年64岁。

## 著作
著有《庚子西狩丛谈》。